# Штефан Ковач (фудбалер)
Штефан Ковач (мађ. Kovács István, рум. Ștefan Covaci; 2. октобар 1920 — 12. мај 1995) био је румунски фудбалски тренер и фудбалер.

## Каријера
Ковач је рођен у граду Темишвару. Био је врло добар играч, поседовао је индивидуалну технику и тактичке вештине. Није био позиван у румунску репрезентацију.
Ковач је прве тренерске успехе постигао на челу Стеауе из Букурешта, са којом је освојио првенство Румуније и три купа од 1967. до 1971. године.
Затим је 1971. године преузео од Ринуса Михелса место тренера Ајакса, настављајући и усавршавајући филозофију „тоталног фудбала“. Са Ајаксом је освојио Куп европских шампиона два пута заредом, 1972. и 1973. године. Године 1972. чак је освојио и Интерконтинентални куп, као и први УЕФА Суперкуп 1973. године. Поред тога, предводио је Ајакс до победа у националном купу и првенству 1972. и још једног првенства 1973. године.
Након што је напустио Ајакс 1973. године, Француски фудбалски савез га је позвао да буде тренер А репрезентације. Новинари часописа Франс фудбал питали су га по доласку колико ће времена бити потребно да се од Француске направи велики тим, он је одговорио да за 8-10 година можемо створити добру репрезентацију. Мишел Идалго, његов асистент и наследник, наставио је Ковачев рад и водио Француску до победе на Европском првенству 1984. године.
Након тога, Ковач се вратио у Румунију и постао селектор репрезентације. Касније је водио Панатинаикос и Монако.
Преминуо је 12. маја 1995. године, 12 дана пре него што је Ајакс освојио свој четврти Куп шампиона (тада Лигу шампиона).

## Приватно
Када је говорио о свом етничком пореклу, рекао је да је: „Румун по мајци, Мађар по оцу, Јеврејин по баби и деди и мало Србин по прадеди и прабаби“. Његов старији брат Николаје Ковач био је један од ретких играча који су учествовали на сва прва три Светска првенства. Штефан Ковач је говорио пет језика: румунски, мађарски, енглески, француски и немачки језик.

## Успеси

### Тренер
Универзитатеа Клуж
- Дивизија Б: 1957/58.[8]

Стеауа Букурешт
- Прва лига Румуније: 1967/68.[4]
- Куп Румуније: 1968/69, 1969/70.[4]

Ајакс
- Ередивизија: 1971/72, 1972/73.[4]
- Куп Холандије: 1971/72.[4]
- Куп европских шампиона: 1971/72, 1972/73.[4]
- Суперкуп Европе: 1972.[4]
- Интерконтинентални куп: 1972.[4]

Румунија
- Балкански куп: 1977/80.[9][10]

Панатинаикос
- Куп Грчке: 1981/82.[4]